# Waterfalls
Waterfalls는 피아의 통산 4번째 앨범이자 메이저 3번째 앨범이다.
전체적으로 피아노가 강조된 차분한 분위기를 갖고 있었던 전작에 비해 록 적인 면모가 돋보이는 앨범으로 초기 메탈 노선의 사운드를 벗어나 얼터너티브에 가까운 록 사운드를 들려주고 있다. 타이틀곡은 "Black Fish Swim"이다.
이번 앨범도 전작에 이어 "히로노리 사토 (Hironori Satoh)"가 믹싱 엔지니어를 담당하였으며, 3rd Phase에서도 마스터링 엔지니어로 참여하였던 "기타무라 슈지 (Shuji Kitamura)"가 마스터링을 담당하였다. 특히 전작들에 비교하여 신디사이저의 비중이 눈에 띄게 증가하였으며, 그 결과 전체적으로 다채로운 느낌의 사운드를 들려주고 있다. 해외 진출을 고려하여 전곡이 영어 제목으로 되어 있으며 이 앨범 이후 처음으로 일본 클럽 투어를 진행하였고, 일본의 ARIZE INTERNATIONAL을 통해 Waterfalls, Urban Explorer가 일본에서 발매되는 등 본격적인 해외 활동의 시작점이 된 앨범이다.

## 곡 목록
1. "Walk In Waterfall"
작곡 : 혜승／작사 : 요한
오프닝 트랙. 밴드의 연주와 짧은 영어 가사로 이루어져 있다.
2. "Black Fish Swim (Korean Version)"
작곡 : 요한, 심지／작사 : 요한
타이틀곡. 피아로써는 처음 시도하는 경쾌하고 스피디한 곡. 본 앨범 마지막 트랙으로 수록된 영어 버전이 처음 만들어졌으며, 후에 한국어 버전이 제작되었다고 한다. 라이브에서는 중간 도입부를 영어 가사와 섞어서 연주한다. "검은 물고기처럼 흔치 않은 특별한 존재가 되어 자신과의 싸움을 이겨내고 자유롭게 유영해야 세상에서 살아 남을 수 있다"라는 메시지를 담고 한다.
3. "Masquerade Parade"
작곡 : 요한／작사 : 요한
영어 가사로 되어 있음. 인생을 가장무도회 행렬에 비유, 허상이 아닌 바른 길을 가고 있는지에 대한 메시지를 담고 있다. Juicy Crasher와 더불어 본 앨범에서 가장 공격적인 성향을 들려주는 곡.
4. "Galaxy"
작곡 : 기범／작사 : 요한
영어 가사로 되어 있음. 소중한 존재가 되길 원하는 어느 외톨이의 기도를 담은 곡이라고 하며, Jasmine, Leaving Wonderland와 더불어 타이틀곡 후보였다고 한다.
5. "Jasmine"
작곡 : 요한, 심지／작사 : 요한
피아로써는 드문 서정적인 느낌의 곡. Galaxy, Leaving Wonderland와 함께 타이틀곡 후보에 올랐었다.
6. "Warp Gate From The Bebop"
작곡 : 심지
40초대의 짧은 연주곡.
7. "Juicy Crasher"
작곡 : 요한／작사 : 요한
본 앨범에서 가장 공격적인 성향의 곡으로 곡 제목은 "달콤함을 짜내는 자"를 의미하며 자신의 이익만을 위해 사탕발림하는 자에게 경고하는 메시지를 노래하고 있다.
8. "Golden Flower"
작곡 : 기범／작사 : 요한
The Oracle과 더불어 본 앨범에 수록된 슬로우 트랙 중 하나로, "눈부시게 아름다워 보이는 세상이지만 마치 악취를 가리기 위해 도금된 황금꽃과 같다"라는 메시지를 담고 있다.
9. "Leaving Wonderland"
작곡 : 기범／작사 : 요한
Galaxy, Jasmine와 함께 타이틀곡 후보였던 곡. EBS 스페이스 공감 출연 시 오프닝으로 연주된 적이 있다.
10. "The New Axis"
작곡 : 심지／작사 : 요한
영어 가사로 되어 있음. 피아는 본 앨범 발매 전에 "The New Axis"라는 타이틀로 단독 공연을 열기도 하였다.
11. "The Oracle"
작곡 : 요한, 혜승／작사 : 요한
피아로써는 드문 발라드풍의 곡으로 라이브에서는 앵콜로 자주 연주되고 있다. MBC 드라마 "파스타"에 본 곡의 연주 트랙이 삽입되기도 하였다.
12. "Be Slow And Beautiful" 
작곡 : 심지／작사 : 요한
곡이 연주되는 중간에 뚝 끊기며 다음곡으로 이어지는데, 이는 의도된 것으로 EBS 스페이스 공감 출연 시 인터뷰에 의하면 헐랭의 아이디어라고 한다. 원래는 마지막에 효과가 들어가 있었다고 한다.
13. "Black Fish Swim (English Version)" 
작곡 : 요한, 심지／작사 : 요한
영어 가사로 되어 있으며, 영어 버전이 최초로 만들어진 후 한국어 버전이 만들어졌다고 한다. 라이브에서는 한국어 가사를 기반으로 영어 가사의 일부를 섞어서 연주한다. 한국어 버전에는 없는 요한의 스크리밍을 들을 수 있으며, MBC에서 방영했던 라이브 전문 프로 "음악여행 라라라" 출연 시에는 영어 버전으로 선보인 바 있다.